# 劉友波
劉友波（英語：Yau-bor LAU，1937年—），現任積華生物醫藥控股有限公司（港交所：2327）創辦人及董事長。祖籍中国廣東梅州大埔縣，是澳大利亞華人。
他在自小父親秉承商業傳統，在1974年，畢業於香港大學工程哲學碩士，也是在港大進行工程研究，在1978年創立積華集團，到了1987年，開始創立已上市公司的，積華生物醫藥控股有限公司前身的，積華國際有限公司，除此之外，他還成立化工、投資、醫藥等行業，走向企業化之路，1993年，他在雲南省昆明市，和雲南醫藥工業公司合資了，成立昆明積大醫藥有限公司。
在2003年，他把自己創立醫藥來到香港交易所上市，到了2009年，被美國林肯大學及加拿大特許管理學院，分別頒發榮譽管理學博士，以及院士。
至於公職方面，包括中國僑商聯合會理事、中國企業家協會理事、雲南省僑商會副會長、中國僑商投資企業協會創會會員、雲南省外商投資企業協會副會長、雲南省歸國華僑聯合會顧問、雲南海外經濟合作促進會顧問、雲南海外聯誼會理事、雲南省海外交流協會海外理事、昆明醫學院榮譽教授，以及昆明市海外聯誼會理事。

## 外部連結
- 拳拳慈心濟蒼生 記傑出華人企業家、香港積華集團董事局主席劉友波/中國政協（PDF檔案） （页面存档备份，存于）

1. ↑  
张丹 李晓琳,"云南侨商会副会长刘友波：只求无愧于健康事业" （页面存档备份，存于）,金融界2011年11月28日